# 近江塩津駅
近江塩津駅（おうみしおつえき）は、滋賀県長浜市西浅井町余にある、西日本旅客鉄道（JR西日本）の駅である。

## 概要
滋賀県の駅では最北端の駅である。2022年9月末までは、近畿統括本部管区でも最北端の駅であった。また、近江塩津駅は大阪近郊区間に含まれており、交通系ICカードは2018年9月15日から当駅を介して敦賀駅方面に乗車する場合も利用可能になった（それまで敦賀方面は利用できなかった）。また、2018年10月1日からのPiTaPaのJR西日本ポストペイエリアは当駅が終端駅となる。
当駅は北陸本線を所属線としており、湖西線を加えた2路線が乗り入れている。湖西線は当駅を起点とするが、日中の湖西線からの新快速は北陸本線の敦賀駅まで直通している。北陸本線米原側からの新快速は当駅折り返しとなり、湖西線からの新快速と連絡する。逆に朝夕には、米原からの新快速・普通列車が敦賀方面へ直通する代わりに、湖西線からの列車はほとんどが当駅で折り返しとなる。後述の敦賀駅までの直流化完成以降は乗り換え駅としての役割がより強くなった。駅番号は北陸本線がJR-A03、湖西線がJR-B10。
もともと湖西線と北陸線の相互をまたぐ流動はほとんどなかったが、近年滋賀県が鉄道整備事業として琵琶湖環状線構想を進めており、敦賀駅までの直流化やそれに伴う列車増発、各種観光施策を打つなど湖西 - 湖北間の移動の利便性を高める施策を行っている。長浜駅 - 近江今津駅直通電車運転に際し渡り線を新設し、さらに2006年10月21日のダイヤ改正（敦賀駅までの直流電化完成）に合わせ、一部ホームの短縮と引き上げ線の整備、渡り線の追加新設が行われ、湖西線 - 敦賀駅間列車と当駅 - 米原方面列車が対面乗り換え可能となるよう工夫されている。このような列車増発・インフラ整備に加え、県の補助施策による小学生対象の琵琶湖環状線体験学習（平成20年度で6000人目標）などの利用増加のための施策もあり、当駅を挟んで列車を乗り継ぐ乗客も増えている。

## 歴史
1957年（昭和32年）10月1日に深坂トンネルなどを含む木ノ本駅 - 敦賀駅間の新線切り替えと交流電化完成とともに開業した。当時は2面3線の小さな駅であった。明治初期の北陸線敷設当時に一旦この塩津を通るルートが検討されたものの、トンネルの掘削が難しく、柳ヶ瀬越えにルート変更して鉄道が開業した。ところが、昭和になり柳ヶ瀬越えが輸送上のネックとなったため、再び塩津ルートが検討され、戦争で一時中断したものの、5.1 km強の深坂トンネルなどで開通となった。
その後、1974年（昭和49年）7月20日の湖西線の開業に合わせ湖西線部分が従来の構内に張り付く形で拡張された。湖西線が北陸本線と東海道本線の短絡線であることから、特急や貨物列車など多くの列車が湖西線から北陸本線へと直通している。湖西線開業時の普通列車は敦賀駅 - 近江今津駅間の気動車列車が運転されているだけであったため、湖西線から北陸線下りへの本線には2021年（令和3年）までホームが設けられていなかった。
開業の頃は新潟駅や大阪駅への長距離普通列車があったが、国鉄時代末期に普通列車の電車化が進み、主に米原駅 - 富山駅間とその区間運転となる列車が発着していた。その後の直流電化工事や敦賀駅以北の経営分離により、現在の発着列車は全て敦賀駅までの運行であるが、西側で京都駅・大阪駅を越え、姫路駅・網干駅・播州赤穂駅まで、あるいは上郡駅からの列車が湖西線および米原駅経由で設定されている。

### 年表
- 1957年（昭和32年）10月1日：日本国有鉄道北陸本線の木ノ本駅 - 敦賀駅間の新線切換と同時に開業[1][2][3]。
- 1960年（昭和35年）8月1日：貨物の取り扱いを廃止[3]。
- 1974年（昭和49年）7月20日：湖西線の開業により、同線との接続駅となる[12]。2面3線を2面5線に拡張。
- 1984年（昭和59年）4月1日：無人駅となる[13]。
- 1987年（昭和62年）4月1日：国鉄分割民営化により、西日本旅客鉄道の駅となる[3]。
- 2003年（平成15年）10月26日：北陸本線・湖西線の直流電化工事が開始される[14][15]。
- 2006年（平成18年）10月21日：北陸本線の敦賀駅 - 長浜駅間の直流電化により、新快速の乗り入れを開始する[9][16][17][18]。「ICOCA」の利用が可能となる[18][19]。ICカード専用簡易改札機で対応。ホームの改良工事がすべて完成。
- 2018年（平成30年）3月17日：駅ナンバリングが導入され、使用を開始する[20]。
- 2021年（令和3年）12月20日：0番のりば（異常時用）の供用を開始、3面5線に拡張[21]。

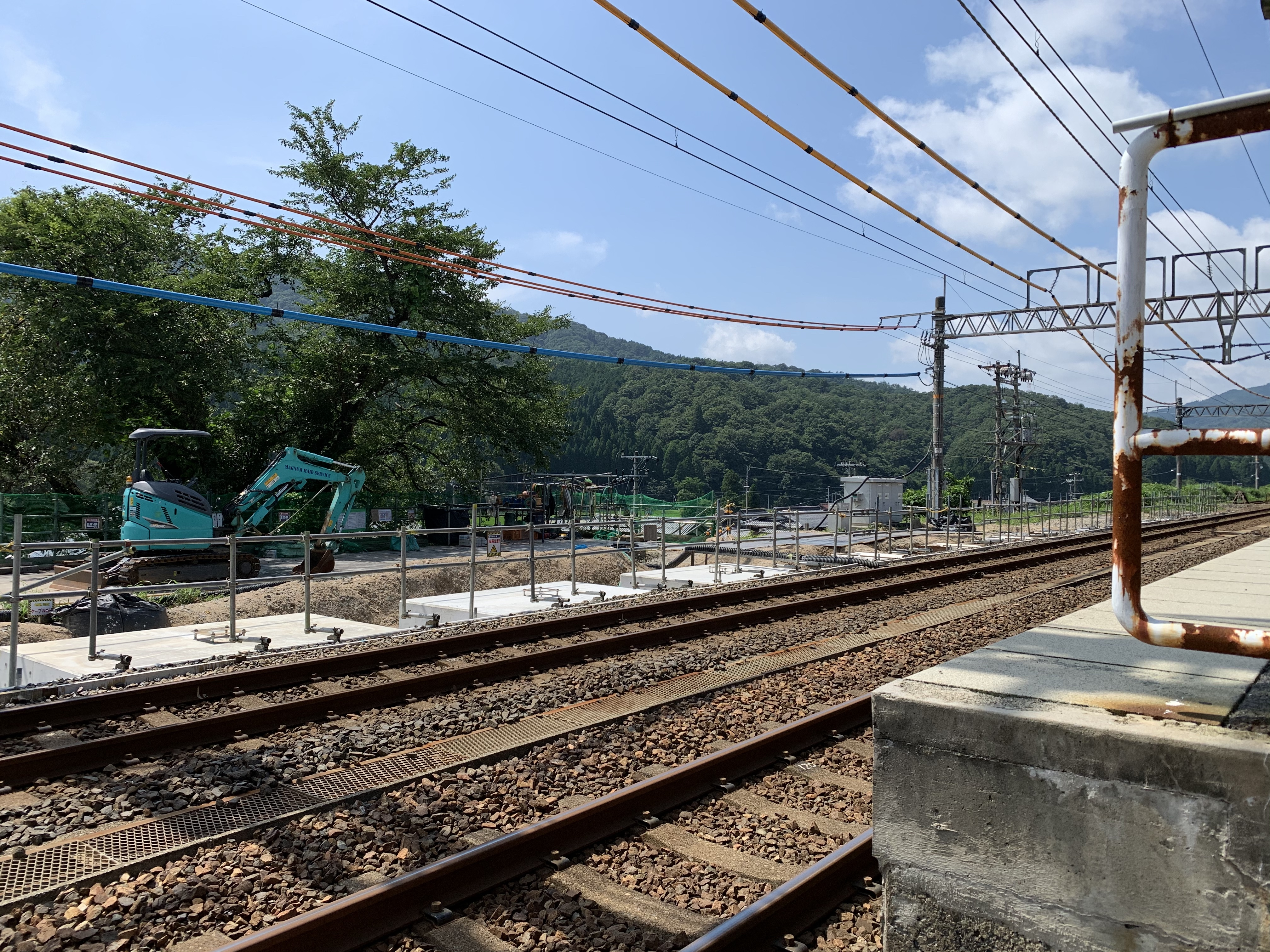
建設中の0番のりば（2020年8月）

## 駅構造
3面5線のホーム（単式・島式）を持つ盛土上の高架駅である。
開業時は相対式ホーム2面2線とホームのない中線からなる2面3線だったが、湖西線建設の際に駅西側に盛土を迫り出す形で線路を増設し2面5線となった。当時は最も西側を通る湖西線下り（湖下）にはホームがなく（ホームの無い湖西下り線を含まずに2面4線とする文献もある）、当駅に停車する湖西線下り列車は北陸本線下りまたは中線に転線しなければならなかった。しかし、湖西線下りにホーム（0番のりば）増設工事が行われ、2021年12月20日に供用を開始したことで3面5線となった。
正常時に使用されるホームは1番のりば（湖西線上り：湖上）、2番のりば（中線）、3番のりば（北陸本線下り：北下）、4番のりば（北陸線上り：北上）である。通常の停車には1・3・4番のりばが用いられ、2番のりばには主に折り返し列車ならびに待避待ちをする列車が入線する。ただし待避待ちがなくても2番のりばに入線する列車も存在する。湖西線で折り返しする列車は2番のりばの中線に到着後そのまま折り返すが、北陸本線で折り返す列車は一度引き上げ線を経てから4番のりばに向かう。なお、湖西線からの下り列車は湖西上り本線の1番のりばに入線することは出来るが、その場合湖西下り本線側（北陸本線下り方面）へは発車できない（渡り線がないため）。また、2番のりば（湖西下り中線）は北陸本線側への渡り線が設置されており下り側へ発車することができる。
0番のりばは大雪等の異常時に分岐器不転換による輸送障害が発生しないよう臨時で使われるホームと位置づけており、定期列車の客扱いでは使用されない。初めてこのホームが使用されるようになるのは同年12月27日以降である。かつて材料線があった場所に設置され、延長は約85 mで新快速・普通列車用の4両編成に対応し、上屋は2両分設けられている。積雪状況からこのホームを使用するときはスノーシェッドに覆われ不転換のおそれがない敦賀側の分岐器を除いて分岐器の転換を行わず列車の運行を確保する。
駅中心よりおよそ2 km北、湖西線と北陸本線の分岐点までを含む長い構内を持つ。この合流・分岐点は降積雪時の分岐器不転換を防止するためスノーシェッドが設置されている。またその先、北隣の新疋田駅構内までの駅間距離約5.2 kmのほぼ全区間が、深坂越の直下を貫く深坂トンネル（5,170 m）で覆われている。

### のりば
| のりば | 路線     | 方向 | 行先                                | 備考           |
| ------ | -------- | ---- | ----------------------------------- | -------------- |
| 0      | 湖西線   | 下り | 敦賀・福井方面                      | 異常時のみ使用 |
| 1・2   | 湖西線   | 上り | 近江今津・京都方面                  |                |
| 3      | 北陸本線 | 下り | 敦賀方面 （湖西線からの直通を含む） | 一部2番のりば  |
| 4      | 北陸本線 | 上り | 長浜・米原方面                      | 一部2番のりば  |

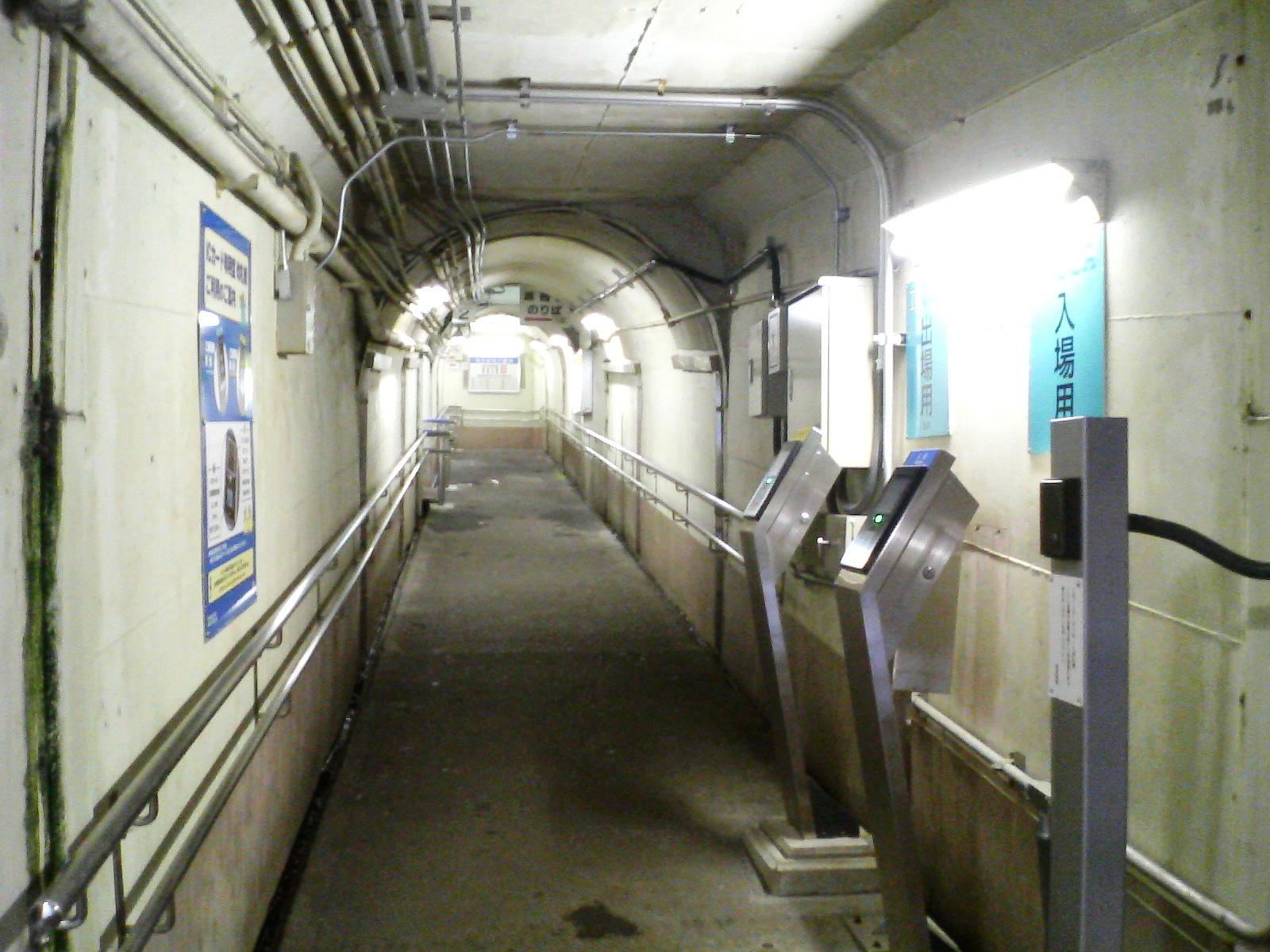
改札口・通路（2007年12月）
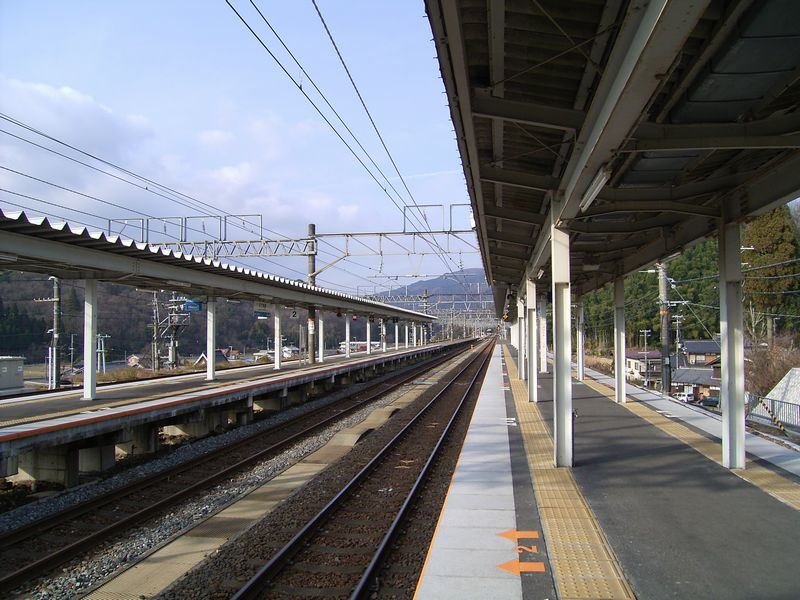
ホーム（2007年1月）
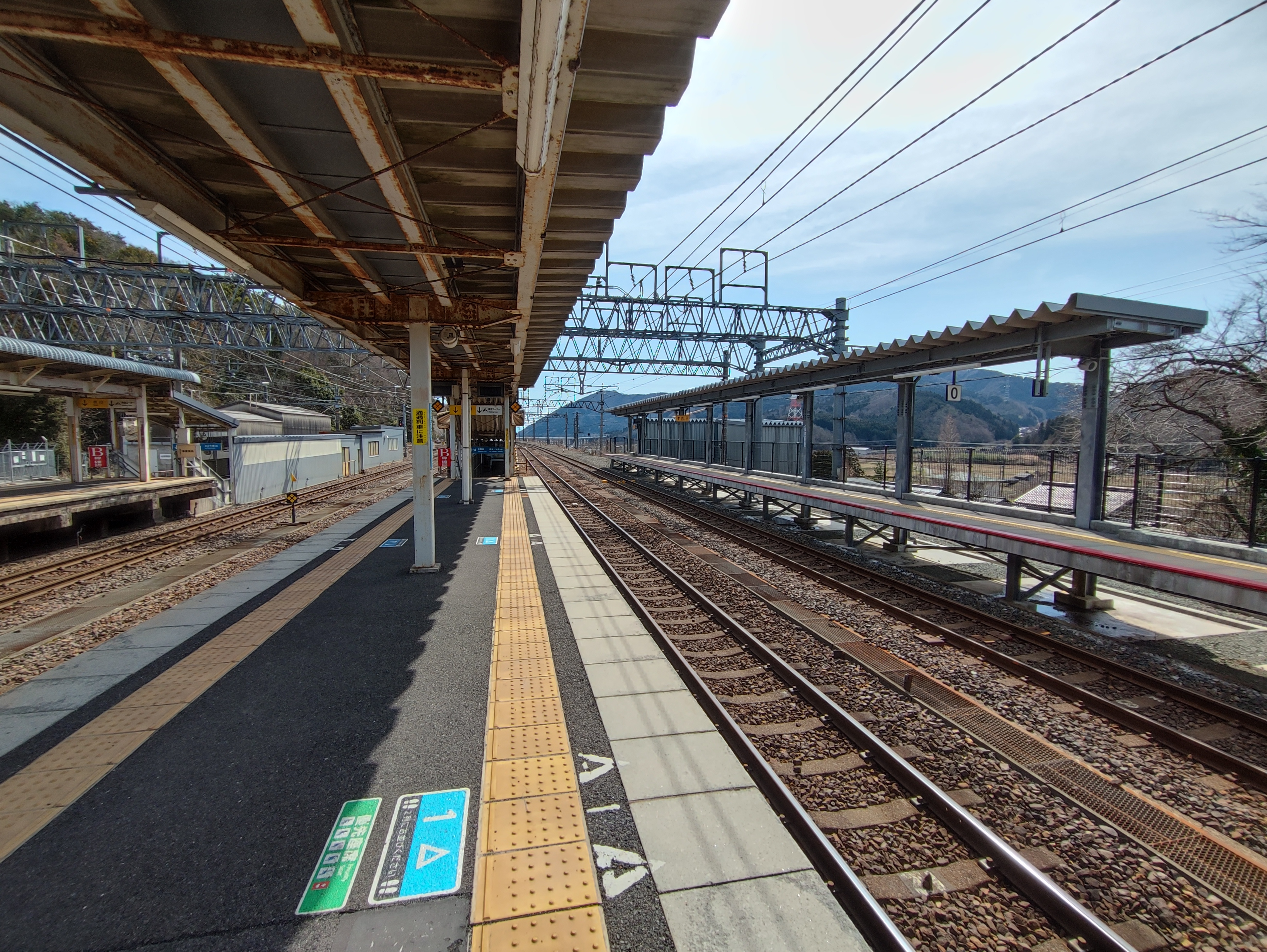
0番ホームを1・2番ホーム側から望む（2024年3月）

### 駅舎・構内

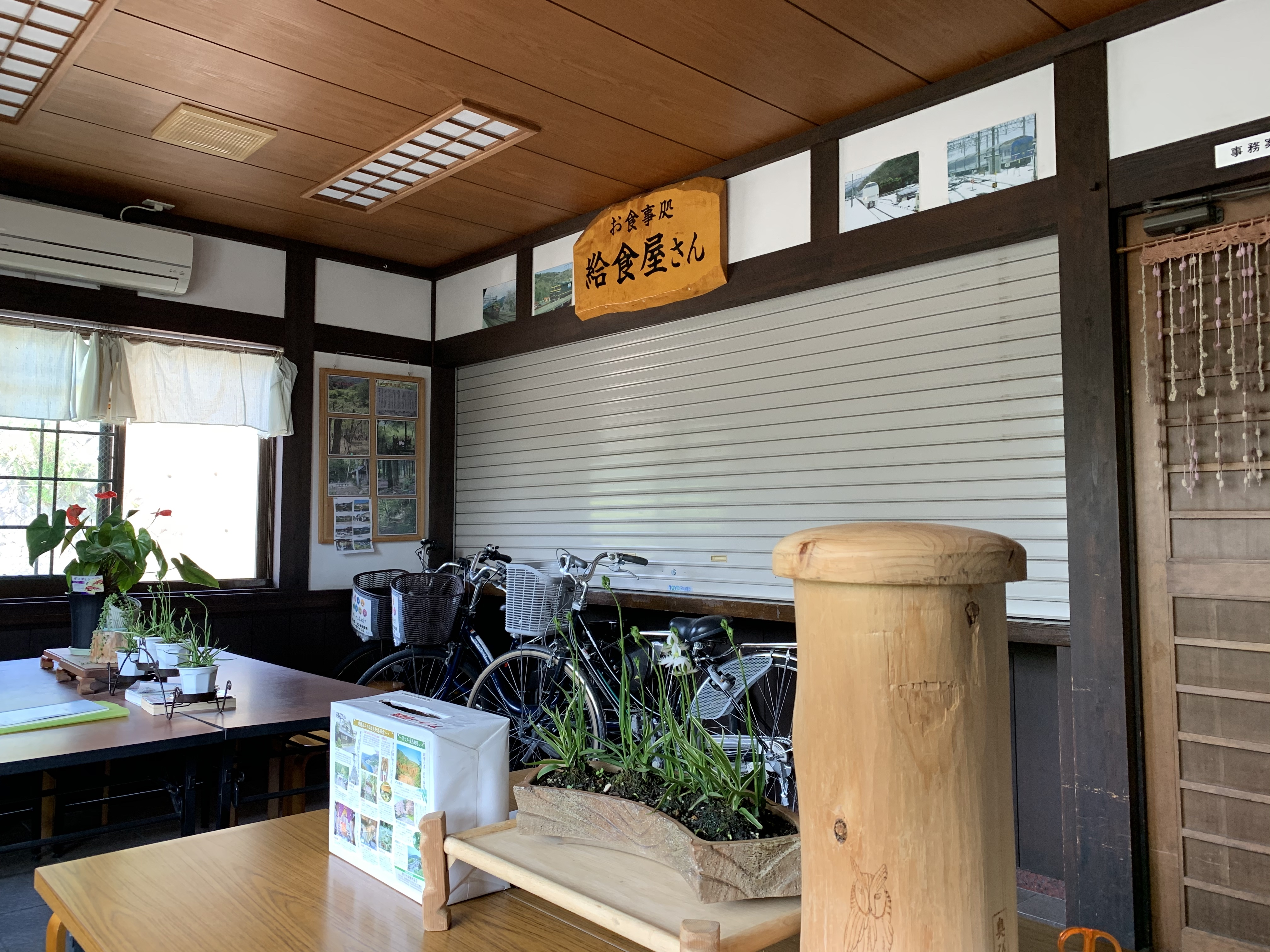
待合室で営業していた「お食事処 給食屋さん」（2020年8月）

もともと線路と同一平面にあった駅舎は湖西線建設により線路より低い位置、擁壁横の集落と同一平面に移動した。そのため、駅舎からホームへは階段を登る（階段は極めて急であり、エレベーターなどもないためバリアフリーの面では課題がある）。
現在の駅舎は「海道・あぢかまの宿」との合築となっている。駅構内の改札外にはレンタサイクルの営業所も存在する。待合室には「お食事処 給食屋さん」という、かつて地元の給食センターで腕を奮っていた栄養士有志が営業する食堂があったが、2017年いっぱいで閉店した（待合室は閉店後も利用可）。
駅舎からホームへ向かう通路入り口付近にICOCAなどのICカード専用のカードリーダー・ICOCA簡易チャージ機が設置されていて、自動券売機・自動改札機は設置されていない。簡易委託駅で日中は受託者により簡単なきっぷのみ発券を受け付けている。駅構内には飲料の自動販売機・トイレ（身障者用もあり）がある。なお、当駅は米原駅が管理している。
臨時用の0番ホームへの出入口はコスト削減のため既存の改札口の外側に設置され、使用していない時は安全のためシャッターにより閉鎖されている。

## 利用状況
「滋賀県統計書」によると、1日平均の乗車人員は以下の通りである。JR西日本の移動等円滑化取組報告書によれば、2023年度の1日当たりの利用者数は260人。
| 年度   | 1日平均 乗車人員 | 出典              |
| ------ | ---------------- | ----------------- |
| 1992年 | 222              | [ 統計 2 ]        |
| 1993年 | 220              | [ 統計 3 ]        |
| 1994年 | 205              | [ 統計 4 ]        |
| 1995年 | 200              | [ 統計 5 ]        |
| 1996年 | 222              | [ 統計 6 ]        |
| 1997年 | 195              | [ 統計 7 ]        |
| 1998年 | 191              | [ 統計 8 ]        |
| 1999年 | 163              | [ 統計 9 ]        |
| 2000年 | 189              | [ 統計 10 ]       |
| 2001年 | 184              | [ 統計 11 ]       |
| 2002年 | 170              | [ 統計 12 ]       |
| 2003年 | 160              | [ 統計 13 ]       |
| 2004年 | 168              | [ 統計 14 ]       |
| 2005年 | 164              | [ 統計 15 ]       |
| 2006年 | 178              | [ 統計 16 ]       |
| 2007年 | 204              | [ 統計 17 ]       |
| 2008年 | 215              | [ 統計 18 ]       |
| 2009年 | 194              | [ 統計 19 ]       |
| 2010年 | 175              | [ 1 ] [ 統計 20 ] |
| 2011年 | 175              | [ 統計 21 ]       |
| 2012年 | 204              | [ 統計 22 ]       |
| 2013年 | 206              | [ 統計 23 ]       |
| 2014年 | 209              | [ 統計 24 ]       |
| 2015年 | 203              | [ 統計 25 ]       |
| 2016年 | 191              | [ 統計 26 ]       |
| 2017年 | 207              | [ 統計 27 ]       |
| 2018年 | 219              | [ 統計 28 ]       |
| 2019年 | 207              | [ 統計 29 ]       |
| 2020年 | 149              | [ 統計 30 ]       |
| 2021年 | 123              | [ 統計 31 ]       |
| 2022年 | 128              | [ 統計 32 ]       |

## 駅周辺
周辺三方は山に囲まれている。駅前を国道8号が通っており、集落と水田が広がる。
- 長浜市立塩津小学校
- 正応寺
- 大川神社
- 大川

## バス路線
駅舎の前に「近江塩津駅」停留所、国道8号沿いに「塩津駅前」停留所がある。
近江塩津駅
- 西浅井コミュニティバス（おでかけワゴン）

塩津駅前
- 湖国バス
  - 深坂線
    - 木ノ本駅 / 新道野

## 隣の駅
西日本旅客鉄道（JR西日本）
 北陸本線
■臨時快速
通過
■新快速・■普通
新疋田駅 (JR-A02) - 近江塩津駅 (JR-A03) - 余呉駅 (JR-A04)
 湖西線（敦賀駅 - 当駅間は北陸本線）
■新快速・■快速・■普通
（新疋田駅 (JR-B09)） - 近江塩津駅 (JR-B10) - 永原駅 (JR-B11)

### 記事本文